# Shimun V
Shimun V (... – Monastero di Mar Awgin, settembre 1502) è stato un vescovo cristiano orientale siro, patriarca della Chiesa d'Oriente dal 1497 al 1502.

## Biografia

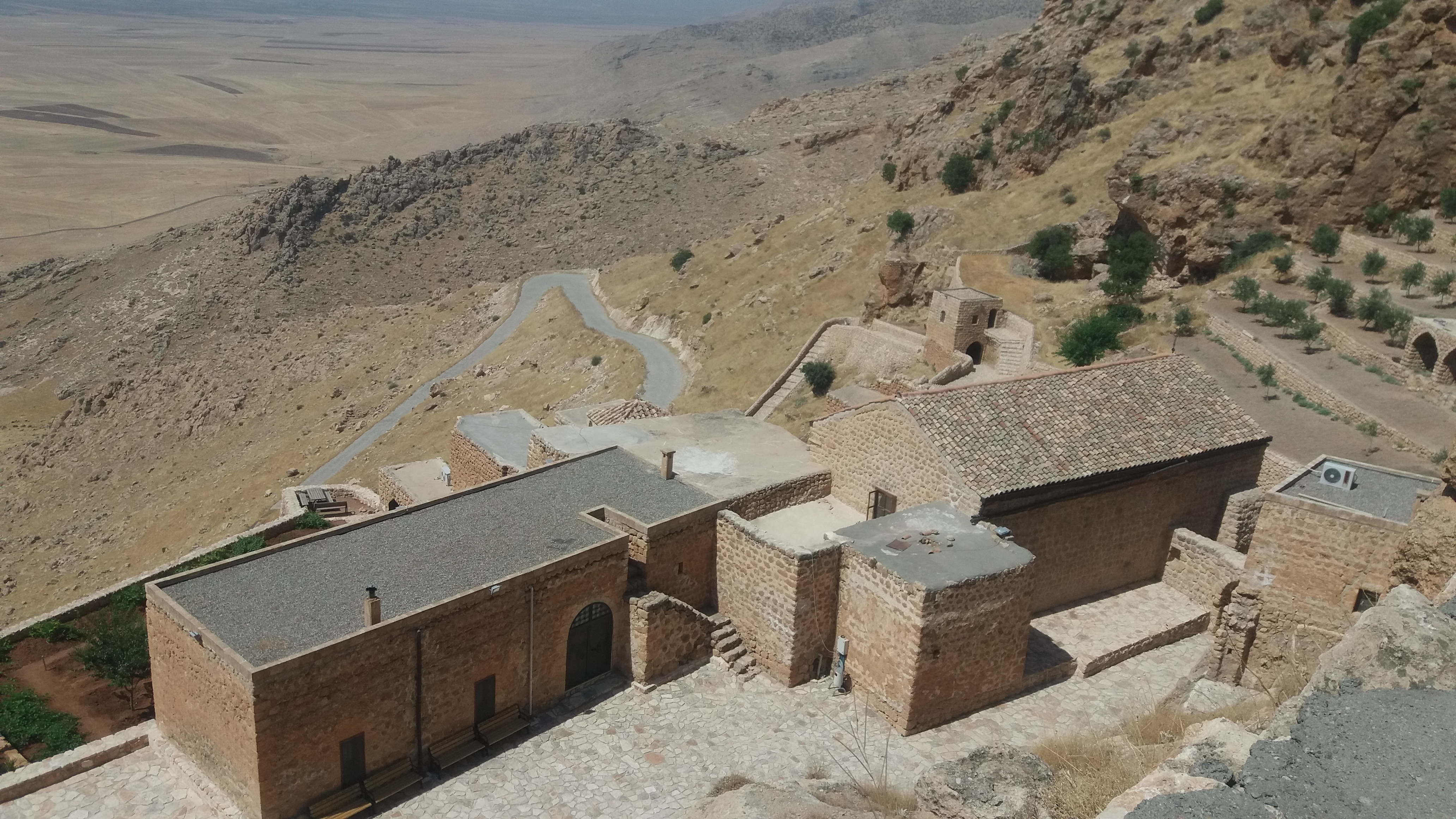
Il monastero di Mar Awgin come si presenta oggi.

Poche sono le informazioni su questo patriarca della Chiesa d'Oriente, che succedette a Shimun IV Basidi nel 1497 ed è attestato da tutte le cronotassi patriarcali.
Un antico manoscritto, con la storia dei cristiani del Malabar, riporta alcune informazioni su Shimun V, che ebbe relazioni con i cristiani di San Tommaso. Attorno al 1499/1500 ricevette a Gazarta una delegazione di questi cristiani, che chiedevano l'ordinazione di due vescovi per le loro comunità. Uno dei due vescovi ordinati, Tommaso, qualche tempo dopo ritornò in Mesopotamia ed assistette alla morte del patriarca nel monastero di Mar Awgin. Un'altra fonte riferisce che la morte sopravvenne nel mese di settembre 1502.
Diversamente dal suo predecessore e da molti dei suoi successori, Shimun V non fu sepolto nel monastero di Rabban Ormisda, che per alcuni autori sarebbe un indizio che in realtà fu un antipatriarca, non riconosciuto da tutta la Chiesa d'Oriente, benché questa ipotesi non sia supportata da nessuna fonte coeva. Per David Wilmshurst, potrebbe anche essere indizio di un'opposizione in seno alla stessa Chiesa al principio dell'ereditarietà dell'ufficio patriarcale introdotto da Shimun IV Basidi a favore della propria famiglia.